# آذر محمدوف
آذر محمدوف (ترکی آذربایجانی: Azər Məmmədov؛ زادهٔ ۷ فوریهٔ ۱۹۷۶) بازیکن فوتبال اهل جمهوری آذربایجان است.
از باشگاه‌هایی که در آن بازی کرده‌است می‌توان به باشگاه فوتبال خزری بوزوونا، باشگاه فوتبال شمکر، باشگاه فوتبال توران توووز، باشگاه فوتبال قره‌باغ، باشگاه فوتبال کپز، باشگاه فوتبال مویک باکو، و باشگاه فوتبال قبله اشاره کرد.
وی همچنین در تیم ملی فوتبال جمهوری آذربایجان بازی کرده‌است.